# Medara
Medara, auch Metre oder Medre, war ein osmanisches Volumenmaß und örtlich verschieden.
- 1 Medara = 4 Kilinder = 8 Okka/Oqqa = 10,256 Liter